# روان‌شناسی خواب
روان‌شناسی خواب، تلفیقی از دو دانش روان‌شناسی و دانش خواب است که به بررسی عوامل رفتاری ، روانشناختی و فیزیولوژیکی مربوط به خواب طبیعی می‌پردازد و همچنین روشهای روانشناختی مبتنی بر شواهد را برای پیشگیری و درمان اختلالات خواب، آزمایش و اعمال می کند. در این شاخه از روان‌شناسی اختلالات خواب، از جمله خوابگردی، فلج خواب، هراس شبانه، پرخوابی و کم‌خوابی مورد بررسی قرار می‌گیرد. در یکی از شاخه های این رشته، محتوا و معنای احتمالی رویاها تجزیه می‌شود. زیگموند فروید بنیانگذار رشتهٔ تفسیر رویا و خواب بود اما امروزه دانش روانشناسی خواب با دانش تجربی و پزشکی خواب تلفیق شده است و فراتر از تئوری های مربوط به تفسیر رویا است.

## منبع
- مختصر روان‌پزشکی، لینفورد ریس، ترجمه احمد محیط و غلامرضا میرسپاسی، ویراسته دکتر عظیم وهابزاده، تهران: مرکز نشر دانشگاهی، چاپ اول، ۱۳۶۴

1. ↑  www.apa.org https://www.apa.org/ed/graduate/specialize/sleep#:~:text=Sleep%20psychology%20is%20a%20specialty,Sleep%20physiology. دریافت‌شده در ۲۰۲۱-۰۱-۱۷. پارامتر |عنوان= یا |title= ناموجود یا خالی (کمک)